# 陳美琪
陳美琪（英語：Maggie Chan Mei Kei，1957年9月24日—），本名陳文俊，前香港無綫電視藝員，1972年無綫電視藝員訓練班畢業，分別於無綫電視、麗的電視、台視等港台電視劇演出，曾因電視劇新白娘子傳奇中小青一角紅遍兩岸三地，现與家人居住在上海。

## 背景
陳美琪早年在九龍成長，1969年畢業於長沙灣昌華街41-43號錫安學校，後來入讀新法書院。中學畢業後曾經報讀香港浸會大學傳理系文憑課程，專修電影電視。離婚後的陳美琪及後一邊攻讀澳門東亞大學課程（取得工商管理學碩士），一邊發展演藝事業。

## 家庭
陳美琪前夫是大生銀行家族成員、銀行家馬錦燦兒子、藝人馬清儀之弟馬清伟。自1974年相戀的兩人於1979年12月17日於香港大會堂註冊結婚，1986年離婚。陳美琪終於在1999年再覓第二春，與現任丈夫忻尚永結婚，並與兩名繼子女一起生活。
2008年在山西遇上養女祈天露。祈天露當時只有9個月大，懷疑因患有先天性腦積水，被遺棄在垃圾堆中。後來診斷證實出世時脊椎爆裂影響神經線，2016年手術成功。

## 作品

### 電視劇（無綫電視）
| 首播          | 劇名            | 角色       |
| 1978年        | 強人            | 香蕙之     |
| 1978年        | 青春熱潮        | Maggie     |
| 1979年        | 女人三十        | Cindy      |
| 1979年        | 抉擇            | 林步青     |
| 1987年        | 正印冤家        | 楚行云     |
| 1988年        | 絕代雙驕        | 邀月       |
| 1988年        | 当代男儿        | 岑碧舒     |
| 1989年        | 連城訣          | 凌霜華     |
| 1990年        | 失職丈夫        | 阮乔       |
| 1990年        | 奇幻人間世      | 素素       |
| 1992年        | 破繭邊緣        | 李蘇       |
| 1994年        | 鐵膽梁寬        | 柳燕       |
| 1994年        | 方世玉與乾隆皇  | 苗翠花     |
| 1994年        | 廉政行動1994    | Gordon之妻 |
| 1995年        | 一切從失蹤開始  | 陳冬晴     |
| 1995年        | 刑事偵緝檔案    | 高敏       |
| 1995年        | 天降奇緣        | 馮綺芳     |
| 1995年        | 情濃大地        | 何玉真     |
| 1995年-1999年 | 真情            | 林慧芝     |
| 1995年        | 刑事偵緝檔案II  | 高敏       |
| 1996年        | 900重案追兇     | 阮蘭心     |
| 1996年        | 五個醒覺的少年  | 何素心     |
| 1997年        | 鑑證實錄        | 聶寶意     |
| 1997年        | 刑事偵緝檔案III | 高敏       |
| 1998年        | 妙手仁心        | 徐靜儀     |
| 1999年        | 鑑證實錄II      | 聶寶意     |
| 2007年        | 歲月風雲        | 衛長萍     |

### 電視劇（麗的電視）
| 年份   | 劇名           | 角色   |
| 1975年 | 母親           | 李家慧 |
| 1976年 | 錦繡人生之陳仔 | 美琪   |

### 電視劇（香港電台）
| 年份   | 劇名     | 角色   |
| 1973年 | 獅子山下 | 高可宜 |

### 電視劇（台灣台視）
| 年份   | 劇名         | 角色 |
| 1992年 | 新白娘子傳奇 | 青兒 |

### 電視劇（中國大陸）
| 年份   | 劇名            | 角色   |
| 1992年 | 错爱 (又名情债) | 尤琴   |
| 2015年 | 深宅雪          | 时炒菡 |
| 2018年 | 美好生活        | 刘兰芝 |
| 2019年 | 新白娘子傳奇    | 玉芙蓉 |

### 電影
| 年份   | 片名               | 角色     |
| 1974年 | 空中少爺           |          |
| 1975年 | 千奇百怪俏女傭     |          |
| 1975年 | 醒目雙星香港淘金記 |          |
| 1976年 | 她                 |          |
| 1976年 | 鬼馬俏醫生         |          |
| 1989年 | 開心巨無霸         | 曾太太   |
| 1989年 | 追女重案組         |          |
| 1990年 | 祝福               |          |
| 1991年 | 香港豪放女學生     |          |
| 1991年 | 九一神鵰俠侶       |          |
| 1991年 | 豪門夜宴           |          |
| 1993年 | 超級計劃           | 銀行職員 |
| 1993年 | 情人知己           |          |
| 1995年 | 香江花月夜         | 梁太     |
| 2013年 | 末日派對           |          |

## 唱片
- 《落玫恋》（2009年1月9日于上海索玛文化传播有限公司发行）

## 著作
这两本书相继出版后，陈美琪将这两本书获得的收益全都拨款捐给了“奥比斯”作为救盲的经费。
- 《我的野蛮继母》（2004，ISBN 978-988-201-815-0）
- 《一双飞往光明的翅膀》
- 《給女兒Lulu的信》（2013，ISBN 978-988-825-402-6）